# 13. Dáil
Der 13. Dáil wurde am 4. Februar 1948 gewählt. Insgesamt 147 Abgeordnete (Teachtaí Dála) wurden in 42 Wahlkreisen mit dem Verfahren der übertragbaren Einzelstimmgebung (single transferable vote) bestimmt.

## Wahlausgang
siehe: Wahlen 1948

Sitzverteilung im 13. Dáil

Fianna Fáil und Fine Gael waren die stärksten Kräfte im Dáil. Keine Partei erreichte die absolute Mehrheit der Sitze, stattdessen bildeten Fine Gael, Labour, Clann na Poblachta, Clann na Talmhan und die National Labour Party die Regierung. Die stimmenmäßig größte Partei Fianna Fáil ging in die Opposition.
Der Dáil Éireann kam erstmals am 18. Februar 1948 zur konstituierenden Sitzung zusammen. Als Vorsitzender des Dáils (Ceann Comhairle) wurde Frank Fahy (Fianna Fáil) einstimmig gewählt. Seine Vertretung (Leas-Cheann Comhairle) wurde Patrick Hogan (Labour).
John A. Costello wurde zum Taoiseach gewählt. Er bildete die Regierung Costello I. Oppositionsführer (Ceannaire an Fhreasúra) wurde Eamon de Valera von der Fianna Fáil.
Es folgten die Neuwahlen am 14. Mai 1954.
| Partei | Partei                | Vorsitzende/r im Dáil | Feb. 1948: gewählte Teachtaí Dála | Mai 1951: Teachtaí Dála | Veränderung |
| ------ | --------------------- | --------------------- | --------------------------------- | ----------------------- | ----------- |
|        | Fianna Fáil           | Éamon de Valera       | 68                                | 66                      | −2          |
|        | Fine Gael             | John A. Costello      | 31                                | 30                      | −1          |
|        | Labour Party          | William Norton        | 14                                | 19                      | +5          |
|        | Clann na Talmhan      | Joseph Blowick        | 7                                 | 6                       | −1          |
|        | Clann na Poblachta    | Seán MacBride         | 10                                | 7                       | −3          |
|        | National Labour Party | James Everett         | 5                                 | −                       | −5          |
|        | Unabhängige           |                       | 12                                | 16                      | +4          |
|        | Ceann Comhairle       |                       | −                                 | 1                       | +1          |
|        | Vakant                |                       | −                                 | 2                       | +2          |
| Gesamt | Gesamt                | 147                   | 147                               | 147                     | –           |

## Teachtaí Dála
| Wahlkreis                  | Name                       | Partei (Teilgruppe) | Partei (Teilgruppe)   | Partei (Teilgruppe) | Partei (Teilgruppe)                                                                                | Im Amt seit        |
| Wahlkreis                  | Name                       | Zu Beginn des Dáil  | Zu Beginn des Dáil    | Zum Ende des Dáil   | Zum Ende des Dáil                                                                                  | Im Amt seit        |
| -------------------------- | -------------------------- | ------------------- | --------------------- | ------------------- | -------------------------------------------------------------------------------------------------- | ------------------ |
| Carlow–Kilkenny            | Patrick Crotty             |                     | Fine Gael             | Fine Gael           | Fine Gael                                                                                          | 18. Februar 1948   |
| Carlow–Kilkenny            | Thomas Derrig              |                     | Fianna Fáil           | Fianna Fáil         | Fianna Fáil                                                                                        | 23. Juni 1927      |
| Carlow–Kilkenny            | Thomas Walsh               |                     | Fianna Fáil           | Fianna Fáil         | Fianna Fáil                                                                                        | 18. Februar 1948   |
| Carlow–Kilkenny            | Joseph Hughes              |                     | Fine Gael             | Fine Gael           | Fine Gael                                                                                          | 18. Februar 1948   |
| Carlow–Kilkenny            | James Pattison             |                     | National Labour Party |                     | Labour Übertritt 1950                                                                              | 8. Februar 1933    |
| Cavan                      | Patrick Smith              |                     | Fianna Fáil           | Fianna Fáil         | Fianna Fáil                                                                                        | 19. September 1923 |
| Cavan                      | Patrick O’Reilly           |                     | Independent           | Independent         | Independent                                                                                        | 18. Februar 1948   |
| Cavan                      | Michael Sheridan           |                     | Fianna Fáil           | Fianna Fáil         | Fianna Fáil                                                                                        | 9. März 1932       |
| Cavan                      | John Tully                 |                     | Clann na Poblachta    | Clann na Poblachta  | Clann na Poblachta                                                                                 | 18. Februar 1948   |
| Clare                      | Seán O’Grady               |                     | Fianna Fáil           | Fianna Fáil         | Fianna Fáil                                                                                        | 9. März 1932       |
| Clare                      | Éamon de Valera            |                     | Fianna Fáil           | Fianna Fáil         | Fianna Fáil                                                                                        | 21. Januar 1919    |
| Clare                      | Patrick Hogan              |                     | Labour                | Labour              | Labour                                                                                             | 18. Februar 1948   |
| Clare                      | Thomas Burke               |                     | Independent           | Independent         | Independent                                                                                        | 21. Juli 1937      |
| Cork Borough               | Thomas F. O’Higgins senior |                     | Fine Gael             | Fine Gael           | Fine Gael                                                                                          | 21. Juli 1937      |
| Cork Borough               | Patrick McGrath            |                     | Fianna Fáil           | Fianna Fáil         | Fianna Fáil                                                                                        | 14. Juni 1946      |
| Cork Borough               | Michael Sheehan            |                     | Independent           | Independent         | Independent                                                                                        | 18. Februar 1948   |
| Cork Borough               | Jack Lynch                 |                     | Fianna Fáil           | Fianna Fáil         | Fianna Fáil                                                                                        | 18. Februar 1948   |
| Cork Borough               | James Hickey               |                     | National Labour Party |                     | Labour Übertritt zu Labour 1950                                                                    | 18. Februar 1948   |
| Cork East                  | Patrick O’Gorman           |                     | Fine Gael             | Fine Gael           | Fine Gael                                                                                          | 18. Februar 1948   |
| Cork East                  | Martin Corry               |                     | Fianna Fáil           | Fianna Fáil         | Fianna Fáil                                                                                        | 23. Juni 1927      |
| Cork East                  | Seán Keane                 |                     | Labour                | Labour              | Labour                                                                                             | 18. Februar 1948   |
| Cork North                 | Patrick Halliden           |                     | Clann na Talmhan      | Clann na Talmhan    | Clann na Talmhan                                                                                   | 1. Juli 1943       |
| Cork North                 | Patrick McAuliffe          |                     | Labour                | Labour              | Labour                                                                                             | 9. Juni 1944       |
| Cork North                 | Seán Moylan                |                     | Fianna Fáil           | Fianna Fáil         | Fianna Fáil                                                                                        | 9. März 1932       |
| Cork South                 | Dan Desmond                |                     | Labour                | Labour              | Labour                                                                                             | 18. Februar 1948   |
| Cork South                 | Seán Buckley               |                     | Fianna Fáil           | Fianna Fáil         | Fianna Fáil                                                                                        | 30. Juni 1938      |
| Cork South                 | Patrick Lehane             |                     | Clann na Talmhan      | Clann na Talmhan    | Clann na Talmhan                                                                                   | 18. Februar 1948   |
| Cork West                  | Timothy J. Murphy          |                     | Labour                |                     | verstorben am 19. April 1949                                                                       | 19. September 1923 |
| Cork West                  | William J. Murphy          |                     |                       |                     | Labour Nachwahl für Timothy J. Murphy                                                              | 19. September 1923 |
| Cork West                  | Timothy O’Sullivan         |                     | Fianna Fáil           | Fianna Fáil         | Fianna Fáil                                                                                        | 21. Juli 1937      |
| Cork West                  | Seán Collins               |                     | Fine Gael             | Fine Gael           | Fine Gael                                                                                          | 18. Februar 1948   |
| Donegal East               | Neal Blaney                |                     | Fianna Fáil           |                     | verstorben am 30. Oktober 1948                                                                     | 1. Juli 1943       |
| Donegal East               | Neil Blaney                |                     |                       |                     | Fianna Fáil Nachwahl für Neal Blaney                                                               | 7. Dezember 1948   |
| Donegal East               | John Friel                 |                     | Fianna Fáil           | Fianna Fáil         | Fianna Fáil                                                                                        | 21. Juli 1937      |
| Donegal East               | Daniel McMenamin           |                     | Fine Gael             | Fine Gael           | Fine Gael                                                                                          | 9. März 1932       |
| Donegal East               | William Sheldon            |                     | Independent           | Independent         | Independent                                                                                        | 1. Juli 1943       |
| Donegal West               | Brian Brady                |                     | Fianna Fáil           |                     | verstorben am 10. September 1949                                                                   | 9. März 1932       |
| Donegal West               | Cormac Breslin             |                     | Fianna Fáil           | Fianna Fáil         | Fianna Fáil                                                                                        | 21. Juli 1937      |
| Donegal West               | Patrick O’Donnell          |                     |                       |                     | Fine Gael Nachwahl für Brian Brady                                                                 | 16. November 1949  |
| Donegal West               | Michael Óg McFadden        |                     | Fine Gael             | Fine Gael           | Fine Gael                                                                                          | 8. Februar 1933    |
| Dublin County              | Seán Dunne                 |                     | Labour                | Labour              | Labour                                                                                             | 18. Februar 1948   |
| Dublin County              | Patrick Burke              |                     | Fianna Fáil           | Fianna Fáil         | Fianna Fáil                                                                                        | 9. Juni 1944       |
| Dublin County              | Éamon Rooney               |                     | Fine Gael             | Fine Gael           | Fine Gael                                                                                          | 18. Februar 1948   |
| Dublin North-Central       | Patrick McGilligan         |                     | Fine Gael             | Fine Gael           | Fine Gael                                                                                          | 3. November 1923   |
| Dublin North-Central       | Vivion de Valera           |                     | Fianna Fáil           | Fianna Fáil         | Fianna Fáil                                                                                        | 4. Dezember 1945   |
| Dublin North-Central       | Martin O’Sullivan          |                     | Labour                | Labour              | Labour                                                                                             | 21. Juli 1943      |
| Dublin North-East          | Jack Belton                |                     | Fine Gael             | Fine Gael           | Fine Gael                                                                                          | 18. Februar 1948   |
| Dublin North-East          | Oscar Traynor              |                     | Fianna Fáil           | Fianna Fáil         | Fianna Fáil                                                                                        | 9. März 1932       |
| Dublin North-East          | Harry Colley               |                     | Fianna Fáil           | Fianna Fáil         | Fianna Fáil                                                                                        | 9. Juni 1944       |
| Dublin North-East          | Alfred Byrne               |                     | Independent           | Independent         | Independent                                                                                        | 9. März 1932       |
| Dublin North-East          | Peadar Cowan               |                     | Clann na Poblachta    |                     | Independent Am 2. Juli 1948 aus der Clann na Poblachta ausgeschlossen.                             | 18. Februar 1948   |
| Dublin North-West          | Michael Fitzpatrick        |                     | Clann na Poblachta    | Clann na Poblachta  | Clann na Poblachta                                                                                 | 18. Februar 1948   |
| Dublin North-West          | Cormac Breathnach          |                     | Fianna Fáil           | Fianna Fáil         | Fianna Fáil                                                                                        | 9. März 1932       |
| Dublin North-West          | Alfred P. Byrne            |                     | Independent           |                     | verstorben am 26. Juli 1952                                                                        | 18. Februar 1948   |
| Dublin North-West          | Thomas Byrne               |                     |                       |                     | Independent Nachwahl für Alfred P. Byrne                                                           | 12. November 1952  |
| Dublin South-Central       | Maurice E. Dockrell        |                     | Fine Gael             | Fine Gael           | Fine Gael                                                                                          | 1. Juli 1943       |
| Dublin South-Central       | Con Lehane                 |                     | Clann na Poblachta    | Clann na Poblachta  | Clann na Poblachta                                                                                 | 18. Februar 1948   |
| Dublin South-Central       | James Larkin junior        |                     | Labour                | Labour              | Labour                                                                                             | 1. Juli 1943       |
| Dublin South-Central       | John McCann                |                     | Fianna Fáil           | Fianna Fáil         | Fianna Fáil                                                                                        | 6. Juni 1939       |
| Dublin South-Central       | Seán Lemass                |                     | Fianna Fáil           | Fianna Fáil         | Fianna Fáil                                                                                        | 18. November 1924  |
| Dublin South-East          | Seán MacEntee              |                     | Fianna Fáil           | Fianna Fáil         | Fianna Fáil                                                                                        | 21. Januar 1919    |
| Dublin South-East          | John A. Costello           |                     | Fine Gael             | Fine Gael           | Fine Gael                                                                                          | 9. Juni 1944       |
| Dublin South-East          | Noel Browne                |                     | Independent           |                     | Fianna Fáil                                                                                        | 18. Februar 1948   |
| Dublin South-West          | Michael O’Higgins          |                     | Fine Gael             | Fine Gael           | Fine Gael                                                                                          | 18. Februar 1948   |
| Dublin South-West          | Robert Briscoe             |                     | Fianna Fáil           | Fianna Fáil         | Fianna Fáil                                                                                        | 11. Oktober 1927   |
| Dublin South-West          | Peadar S. Doyle            |                     | Fine Gael             | Fine Gael           | Fine Gael                                                                                          | 19. September 1923 |
| Dublin South-West          | Bernard Butler             |                     | Fianna Fáil           | Fianna Fáil         | Fianna Fáil                                                                                        | 1. Juli 1943       |
| Dublin South-West          | Seán MacBride              |                     | Clann na Poblachta    | Clann na Poblachta  | Clann na Poblachta                                                                                 | 29. Oktober 1947   |
| Dún Laoghaire and Rathdown | Liam Cosgrave              |                     | Fine Gael             | Fine Gael           | Fine Gael                                                                                          | 1. Juli 1943       |
| Dún Laoghaire and Rathdown | Seán Brady                 |                     | Fianna Fáil           | Fianna Fáil         | Fianna Fáil                                                                                        | 11. Oktober 1927   |
| Dún Laoghaire and Rathdown | Joseph Brennan             |                     | Clann na Poblachta    | Clann na Poblachta  | Clann na Poblachta                                                                                 | 18. Februar 1948   |
| Galway North               | Michael Donnellan          |                     | Clann na Talmhan      | Clann na Talmhan    | Clann na Talmhan                                                                                   | 1. Juli 1943       |
| Galway North               | Mark Killilea senior       |                     | Fianna Fáil           | Fianna Fáil         | Fianna Fáil                                                                                        | 8. Februar 1933    |
| Galway North               | Michael Kitt               |                     | Fianna Fáil           | Fianna Fáil         | Fianna Fáil                                                                                        | 18. Februar 1948   |
| Galway South               | Patrick Beegan             |                     | Fianna Fáil           | Fianna Fáil         | Fianna Fáil                                                                                        | 9. März 1932       |
| Galway South               | Frank Fahy                 |                     | Fianna Fáil           |                     | Ceann Comhairle                                                                                    | 21. Januar 1919    |
| Galway South               | Robert Lahiff              |                     | Fianna Fáil           | Fianna Fáil         | Fianna Fáil                                                                                        | 18. Februar 1948   |
| Galway West                | Joseph Mongan              |                     | Fine Gael             |                     | verstorben am 12. März 1951                                                                        | 21. Juli 1937      |
| Galway West                | Gerald Bartley             |                     | Fianna Fáil           | Fianna Fáil         | Fianna Fáil                                                                                        | 9. März 1932       |
| Galway West                | Michael Lydon              |                     | Fianna Fáil           | Fianna Fáil         | Fianna Fáil                                                                                        | 9. Juni 1944       |
| Kerry North                | Patrick Finucane           |                     | Independent           | Independent         | Independent                                                                                        | 1. Juli 1943       |
| Kerry North                | Thomas McEllistrim senior  |                     | Fianna Fáil           | Fianna Fáil         | Fianna Fáil                                                                                        | 19. September 1923 |
| Kerry North                | Eamon Kissane              |                     | Fianna Fáil           | Fianna Fáil         | Fianna Fáil                                                                                        | 9. März 1932       |
| Kerry North                | Dan Spring                 |                     | National Labour Party |                     | Labour Übertritt zu Labour 1950                                                                    | 1. Juli 1943       |
| Kerry South                | John Flynn                 |                     | Independent           | Independent         | Independent                                                                                        | 18. Februar 1948   |
| Kerry South                | Patrick Palmer             |                     | Fine Gael             | Fine Gael           | Fine Gael                                                                                          | 18. Februar 1948   |
| Kerry South                | Honor Crowley              |                     | Fianna Fáil           | Fianna Fáil         | Fianna Fáil                                                                                        | 4. Dezember 1945   |
| Kildare                    | Gerard Sweetman            |                     | Fine Gael             | Fine Gael           | Fine Gael                                                                                          | 18. Februar 1948   |
| Kildare                    | Thomas Harris              |                     | Fianna Fáil           | Fianna Fáil         | Fianna Fáil                                                                                        | 29. Juni 1931      |
| Kildare                    | William Norton             |                     | Labour                | Labour              | Labour                                                                                             | 9. März 1932       |
| Leix–Offaly                | William Davin              |                     | Labour                | Labour              | Labour                                                                                             | 6. Dezember 1922   |
| Leix–Offaly                | Oliver J. Flanagan         |                     | Fine Gael             | Fine Gael           | Fine Gael                                                                                          | 1. Juli 1943       |
| Leix–Offaly                | Patrick Boland             |                     | Fianna Fáil           | Fianna Fáil         | Fianna Fáil                                                                                        | 23. Juni 1927      |
| Leix–Offaly                | Patrick Gorry              |                     | Fianna Fáil           | Fianna Fáil         | Fianna Fáil                                                                                        | 21. Juli 1937      |
| Leix–Offaly                | Thomas F. O’Higgins        |                     | Fine Gael             | Fine Gael           | Fine Gael                                                                                          | 18. Februar 1948   |
| Limerick East              | Michael Keyes              |                     | Labour                | Labour              | Labour                                                                                             | 8. Februar 1933    |
| Limerick East              | Robert Ryan                |                     | Fianna Fáil           | Fianna Fáil         | Fianna Fáil                                                                                        | 9. März 1932       |
| Limerick East              | James Reidy                |                     | Fine Gael             | Fine Gael           | Fine Gael                                                                                          | 30. Juni 1938      |
| Limerick East              | Daniel Bourke              |                     | Fianna Fáil           | Fianna Fáil         | Fianna Fáil                                                                                        | 11. Oktober 1927   |
| Limerick West              | James John Collins         |                     | Fianna Fáil           | Fianna Fáil         | Fianna Fáil                                                                                        | 18. Februar 1948   |
| Limerick West              | David Madden               |                     | Fine Gael             | Fine Gael           | Fine Gael                                                                                          | 18. Februar 1948   |
| Limerick West              | Donnchadh Ó Briain         |                     | Fianna Fáil           | Fianna Fáil         | Fianna Fáil                                                                                        | 8. Februar 1933    |
| Longford–Westmeath         | Seán Mac Eoin              |                     | Fine Gael             | Fine Gael           | Fine Gael                                                                                          | 16. August 1921    |
| Longford–Westmeath         | Erskine Hamilton Childers  |                     | Fianna Fáil           | Fianna Fáil         | Fianna Fáil                                                                                        | 30. Juni 1938      |
| Longford–Westmeath         | Frank Carter               |                     | Fianna Fáil           | Fianna Fáil         | Fianna Fáil                                                                                        | 1. Juli 1943       |
| Longford–Westmeath         | Charles Fagan              |                     | Fine Gael             | Fine Gael           | Fine Gael                                                                                          | 8. Februar 1933    |
| Longford–Westmeath         | Michael Kennedy            |                     | Fianna Fáil           | Fianna Fáil         | Fianna Fáil                                                                                        | 23. Juni 1927      |
| Louth                      | Frank Aiken                |                     | Fianna Fáil           | Fianna Fáil         | Fianna Fáil                                                                                        | 19. September 1923 |
| Louth                      | James Coburn               |                     | Fine Gael             | Fine Gael           | Fine Gael                                                                                          | 23. Juni 1927      |
| Louth                      | Roddy Connolly             |                     | Labour                | Labour              | Labour                                                                                             | 18. Februar 1948   |
| Mayo North                 | Patrick Browne             |                     | Fine Gael             | Fine Gael           | Fine Gael                                                                                          | 21. Juli 1937      |
| Mayo North                 | James Kilroy               |                     | Fianna Fáil           | Fianna Fáil         | Fianna Fáil                                                                                        | 1. Juli 1943       |
| Mayo North                 | Patrick Joseph Ruttledge   |                     | Fianna Fáil           | Fianna Fáil         | Fianna Fáil                                                                                        | 16. August 1921    |
| Mayo South                 | Richard Walsh              |                     | Fianna Fáil           | Fianna Fáil         | Fianna Fáil                                                                                        | 9. Juni 1944       |
| Mayo South                 | Joseph Blowick             |                     | Clann na Talmhan      | Clann na Talmhan    | Clann na Talmhan                                                                                   | 1. Juli 1943       |
| Mayo South                 | Mícheál Ó Móráin           |                     | Fianna Fáil           | Fianna Fáil         | Fianna Fáil                                                                                        | 30. Juni 1938      |
| Mayo South                 | Bernard Commons            |                     | Clann na Talmhan      | Clann na Talmhan    | Clann na Talmhan                                                                                   | 4. Dezember 1945   |
| Meath                      | Patrick Giles              |                     | Fine Gael             | Fine Gael           | Fine Gael                                                                                          | 21. Juli 1937      |
| Meath                      | Michael Hilliard           |                     | Fianna Fáil           | Fianna Fáil         | Fianna Fáil                                                                                        | 1. Juli 1943       |
| Meath                      | Matthew O’Reilly           |                     | Fianna Fáil           | Fianna Fáil         | Fianna Fáil                                                                                        | 23. Juni 1927      |
| Monaghan                   | James Dillon               |                     | Independent           | Independent         | Independent                                                                                        | 9. März 1932       |
| Monaghan                   | Patrick Maguire            |                     | Fianna Fáil           | Fianna Fáil         | Fianna Fáil                                                                                        | 18. Februar 1948   |
| Monaghan                   | Bridget Rice               |                     | Fianna Fáil           | Fianna Fáil         | Fianna Fáil                                                                                        | 30. Juni 1938      |
| Roscommon                  | Daniel O’Rourke            |                     | Clann na Talmhan      | Clann na Talmhan    | Clann na Talmhan                                                                                   | 9. Juni 1944       |
| Roscommon                  | Jack McQuillan             |                     | Clann na Poblachta    |                     | Independent Austritt aus der Partei am 13. April 1951                                              | 18. Februar 1948   |
| Roscommon                  | Gerald Boland              |                     | Fianna Fáil           | Fianna Fáil         | Fianna Fáil                                                                                        | 19. September 1923 |
| Roscommon                  | John Beirne                |                     | Clann na Talmhan      | Clann na Talmhan    | Clann na Talmhan                                                                                   | 1. Juli 1943       |
| Sligo–Leitrim              | Stephen Flynn              |                     | Fianna Fáil           | Fianna Fáil         | Fianna Fáil                                                                                        | 9. März 1932       |
| Sligo–Leitrim              | Eugene Gilbride            |                     | Fianna Fáil           | Fianna Fáil         | Fianna Fáil                                                                                        | 18. Februar 1948   |
| Sligo–Leitrim              | Bernard Maguire            |                     | Independent           | Independent         | Independent                                                                                        | 11. Oktober 1927   |
| Sligo–Leitrim              | Mary Reynolds              |                     | Fine Gael             | Fine Gael           | Fine Gael                                                                                          | 21. Juli 1937      |
| Sligo–Leitrim              | Joseph Roddy               |                     | Fine Gael             | Fine Gael           | Fine Gael                                                                                          | 18. Februar 1948   |
| Tipperary North            | Patrick Kinane             |                     | Clann na Poblachta    | Clann na Poblachta  | Clann na Poblachta                                                                                 | 29. Oktober 1947   |
| Tipperary North            | Mary Ryan                  |                     | Fianna Fáil           | Fianna Fáil         | Fianna Fáil                                                                                        | 9. Juni 1944       |
| Tipperary North            | Daniel Morrissey           |                     | Fine Gael             | Fine Gael           | Fine Gael                                                                                          | 6. Dezember 1922   |
| Tipperary South            | Michael Davern             |                     | Fianna Fáil           | Fianna Fáil         | Fianna Fáil                                                                                        | 18. Februar 1948   |
| Tipperary South            | Dan Breen                  |                     | Fianna Fáil           | Fianna Fáil         | Fianna Fáil                                                                                        | 9. März 1932       |
| Tipperary South            | Richard Mulcahy            |                     | Fine Gael             | Fine Gael           | Fine Gael                                                                                          | 9. Juni 1944       |
| Tipperary South            | John Timoney               |                     | Clann na Poblachta    | Clann na Poblachta  | Clann na Poblachta                                                                                 | 18. Februar 1948   |
| Waterford                  | Bridget Redmond            |                     | Fine Gael             | Fine Gael           | Fine Gael                                                                                          | 8. Februar 1933    |
| Waterford                  | Thomas Kyne                |                     | Labour                | Labour              | Labour                                                                                             | 18. Februar 1948   |
| Waterford                  | Patrick Little             |                     | Fianna Fáil           | Fianna Fáil         | Fianna Fáil                                                                                        | 23. Juni 1927      |
| Waterford                  | John Ormonde               |                     | Fianna Fáil           | Fianna Fáil         | Fianna Fáil                                                                                        | 29. Oktober 1947   |
| Wexford                    | Denis Allen                |                     | Fianna Fáil           | Fianna Fáil         | Fianna Fáil                                                                                        | 17. August 1936    |
| Wexford                    | John O’Leary               |                     | National Labour Party |                     | Labour Übertritt zu Labour 1950                                                                    | 1. Juli 1943       |
| Wexford                    | Brendan Corish             |                     | Labour                | Labour              | Labour                                                                                             | 4. Dezember 1945   |
| Wexford                    | John Esmonde               |                     | Fine Gael             |                     | Independent Austritt aus der Fine Gael am 20. September 1950 Rücktritt aus dem Dáil am 1. Mai 1951 | 18. Februar 1948   |
| Wexford                    | James Ryan                 |                     | Fianna Fáil           | Fianna Fáil         | Fianna Fáil                                                                                        | 21. Januar 1919    |
| Wicklow                    | Thomas Brennan             |                     | Fianna Fáil           | Fianna Fáil         | Fianna Fáil                                                                                        | 9. Juni 1944       |
| Wicklow                    | Patrick Cogan              |                     | Independent           | Independent         | Independent                                                                                        | 21. Juli 1937      |
| Wicklow                    | James Everett              |                     | National Labour Party |                     | Labour Übertritt zu Labour 1950                                                                    | 9. September 1922  |

1. Dáil (1919–1921) |
2. Dáil (1921–1922) |
3. Dáil (1922–1923) |
4. Dáil (1923–1927) |
5. Dáil (1927) |
6. Dáil (1927–1932) |
7. Dáil (1932–1933) |
8. Dáil (1933–1937) |
9. Dáil (1937–1938) |
10. Dáil (1938–1943) |
11. Dáil (1943–1944) |
12. Dáil (1944–1948) |
13. Dáil (1948–1951) |
14. Dáil (1951–1954) |
15. Dáil (1954–1957) |
16. Dáil (1957–1961) |
17. Dáil (1961–1965) |
18. Dáil (1965–1969) |
19. Dáil (1969–1973) |
20. Dáil (1973–1977) |
21. Dáil (1977–1981) |
22. Dáil (1981–1982) |
23. Dáil (1982) |
24. Dáil (1982–1987) |
25. Dáil (1987–1989) |
26. Dáil (1989–1992) |
27. Dáil (1992–1997) |
28. Dáil (1997–2002) |
29. Dáil (2002–2007) |
30. Dáil (2007–2011) |
31. Dáil (2011–2016) |
32. Dáil (2016–2020) |
33. Dáil (2020–2024) |
34. Dáil (seit 2024)